# Nicolau Maria Rubió i Tudurí

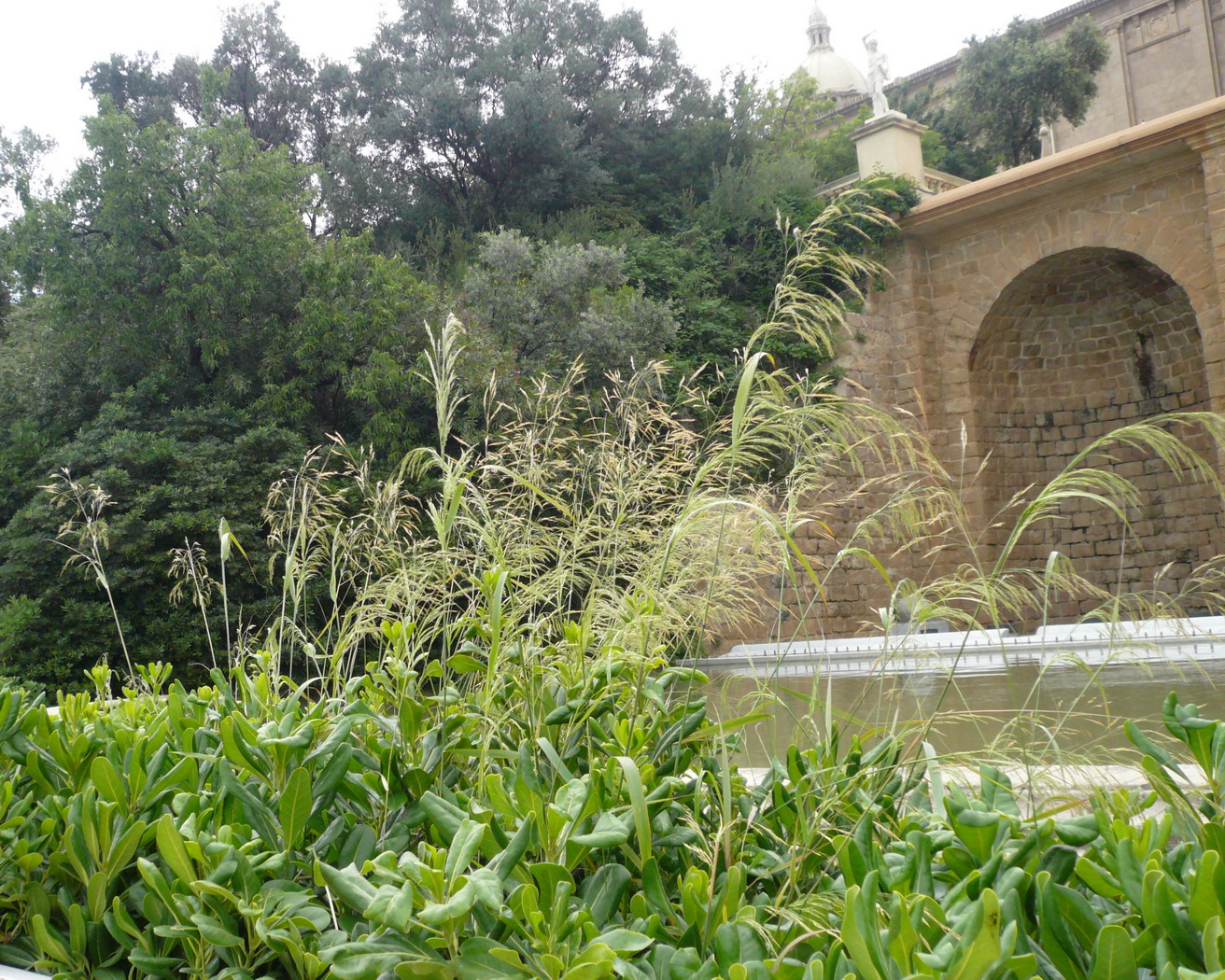
Jardins de Montjuïc.

Nicolau Maria Rubió i Tudurí (Mahón, Menorca, 1891 - Barcelona, 1981) foi um arquitecto, desenhador de jardins, urbanista e escritor espanhol.
Era filho do engenheiro militar Marià Rubió i Bellver e sobrinho do arquitecto Joan Rubió i Bellver, e irmão do engenheiro Santiago Rubió i Tudurí. Diplomado em 1915 na Escola de Arquitetura de Barcelona, onde foi discípulo de Francesc d'Assís Galí e de Jean-Claude-Nicolas Forestier. Depois foi professor de arquitectura de jardins na Escola Superior de Belas Artes e em 1917 foi nomeado director dos jardins públicos de Barcelona.
Em 1920 foi nomeado secretário da Cidade-Jardim, onde colaborou com Forestier na realização do parque de Montjuïc, e em 1925 desenhou o primeiro jardim de paisagem da Catalunha, na praça de Francesc Macià, em Barcelona. Em 1922 participou no desenho do pavilhão da Ràdio Barcelona no Tibidabo, e introduziu na Catalunha as tendências de Le Corbusier. Entre 1922 e 1936 construiu o novo mosteiro beneditino de Montserrat na estrada de Esplugues de Barcelona, influenciado pelo Renascimento italiano, principalmente pelo arquitecto Filippo Brunelleschi.
Quando se celebrou a Exposição Internacional de Barcelona de 1929, foram-lhe encomendados os hotéis da praça de Espanha, onde alternou o classicismo com o uso de mosaico, e aproveitou a Exposição para apresentar com R. Argilés o projecto Barcelona futura, onde potenciava o crescimento natural. Em 1932 participou no Primeiro Congresso de Arquitectos de Língua Catalã sob o tema da política urbanística.
Em 1932 a Generalitat de Catalunya encarregou-o de um projecto de planeamento regional: em resultado publicou, com seu irmão Santiago Rubió i Tudurí, um Plano de Distribuição em Zonas do Território Catalão. Simultaneamente, em 1934 construiu o edifício da Metro Goldwyn Mayer em Barcelona. Também publicou artigos sobre arquitectura em D'Ací i d'Allà, Revista de Catalunya, Mirador, La Publicitat e Arquitectura i Urbanisme.
Exilado em Paris durante a Guerra Civil Espanhola, em 23 de junho de 1938 esforçou-se em Londres como delegado da Generalitat de Catalunya com Josep Maria Batista i Roca para conseguir a assinatura de um armistício que isolasse a Catalunha de uma Espanha que via já nas mãos de Franco. Só regressou do exílio em 1946, e desde então até à sua morte trabalhou exclusivamente no âmbito privado. Em 1989 foi declarado filho predilecto de Mahón a título póstumo.

## Obras

### Desenho de jardins
- Jardins de Santa Clotilde, Lloret de Mar, (1919).
- Jardins de Montjuïc, Barcelona (1920).
- Jardins da plaza de Francesc Macià, Barcelona (1925).
- Jardins do Palácio Real de Pedralbes, Barcelona, (1927).
- Jardins do Turó Park, Barcelona (1933).

### Livros
- Jardines de Barcelona (1929).
- El jardí meridional (1934).
- Diàlegs sobre l'arquitectura (1927).
- Cacera en el no-res (1954).
- Un crim abstracte o el jardiner assassí.
- No ho sap ningú (1961).
- Caceres a l'Àfrica tropical (1926).
- Sahara-Níger (1932).
- Viatges i caceres a l'Àfrica negra (1960) .
- Un sospir de llibertat (1932), teatro.
- Ulisses a l'Argòlida (1962), teatro.